# 細川護久
細川 護久（ほそかわ もりひさ）は、明治時代前期の華族、政治家。肥後国熊本藩第2代知藩事、貴族院議員などを務めた。位階・勲等・爵位は従二位勲二等侯爵。

## 生涯
天保10年（1839年）3月1日、10代藩主・細川斉護の三男として誕生した。幼名は義之助（よしのすけ、美之助とも）、のち父より1字を受け護久と名乗る（初め長岡姓）。
父から藩主を継いでいた次兄・慶順（のちの韶邦）の名代的役割を担っており、文久3年（1863年）9月に上洛して以後は、前年に京都護衛のために上洛していた実弟の長岡護美と共に国事に奔走している。幕末期においては、幕府の首脳である福井藩主・松平慶永（春嶽）や会津藩主・松平容保らと共に公武合体に尽力したほか、藩主・慶順に代わって、細川内膳家の長岡忠顕（ただあき）らと共に朝廷との交渉役も務めたという。
慶応2年（1866年）、兄・慶順（生まれた子は全て夭折）の世子（養嗣子・後継者）となり、同2年12月5日（1867年1月10日）、15代将軍として徳川慶喜が征夷大将軍に就任すると、熊本藩主の慣例に則ってその偏諱（｢喜｣の字）を賜い、喜廷（のぶたか）と改名した。しかし、この後慶応3年（1867年）頃からは藩主の名代として朝廷や幕府首脳らと関わる機会が増え、次第に明治新政府寄りの姿勢を見せるようになる。
慶応4年（1868年）1月3日の鳥羽・伏見の戦いでは砲火を掻い潜って旅装のまま御所へ参内しこれを護衛したという逸話も伝わっている。それからまもなく新政府より同月12日には議定、17日には刑法事務総督に任命され、同年4月23日、新政府側に与する確固たる意思を示すため、兄・慶順の「韶邦」への改名に倣って、名を喜廷から護久に戻した。
翌明治2年（1869年）3月には参与に任命されるが、5月には病気を理由に辞職している。翌年の明治3年（1870年）5月8日、兄・韶邦が隠居すると、世子であった護久が跡を継いで藩知事となった。
雑税約9万石廃止、熊本城破毀、藩議院設置など当時としては最も進歩的な政策をとった。その担い手は横井小楠門下で下級武士出身の山田武甫・嘉悦氏房、豪農竹崎律次郎・徳富一敬らだった。
また体制一新のため、早くから新政府に廃藩を提言した。明治4年3月と同年5月の2度にわたって藩知事免職を願い出た。明治4年（1871年）7月14日の廃藩置県で免官、同年に白川県（現在の熊本県）知事となる。
明治10年（1877年）に起きた西南戦争では、熊本各地をめぐり旧藩士の動揺を鎮めるとともに戦禍に遭った人たちの扶助に尽力したという逸話も伝わっている。
明治17年（1884年）、華族令施行に伴って侯爵に叙され、1890年（明治23年）2月、貴族院議員に就任した。
明治26年（1893年）9月1日に死去した。享年55。細川侯爵家の家督は長男の護成が継いだのち、四男の護立が継承した。

## 栄典
- 1884年（明治17年）
  - 7月7日 - 侯爵[8]
  - 10月28日 - 木杯一組・木杯一組[11]
- 1885年（明治18年）
  - 4月18日 - 木杯一組[12]
  - 10月20日 - 木杯一組[13]
- 1886年（明治19年）12月24日 - 木盃一組[14]
- 1887年（明治20年）12月26日 - 正三位[15]
- 1888年（明治21年）12月18日 - 木盃一個[16]
- 1889年（明治22年）11月25日 - 大日本帝国憲法発布記念章[17]
- 1890年（明治23年）5月8日 - 金杯一組[18]
- 1891年（明治24年）
  - 7月2日 - 木杯一個[19]
  - 10月26日 - 木杯一組[20]・木杯一個[21]
- 1892年（明治25年）
  - 3月2日 - 木杯一組[22]
  - 6月10日 - 木杯一個[23]
  - 7月5日 - 従二位[24]
  - 10月24日 - 木杯一個[25]
- 1893年（明治26年）8月31日 - 勲二等瑞宝章[26]

## 家族
- 父：細川斉護（1804年 - 1860年）
- 母：田鶴 - 興願院
- 養父：細川韶邦（1835年 - 1876年）
- 正室：宏姫 - 鍋島直正の五女
  - 次男：長岡護全（1881年 - 1904年） - 長岡護美の養子
  - 三男：細川護晃（1882年 - 1898年）
  - 四男：細川護立（1883年 - 1970年） - 細川護晃、細川護成の養子
  - 女子：悦子（1877年 - 1945年） - 公爵一条実輝夫人
- 側室：水俣氏
  - 長男：細川護成（1868年 - 1914年）
  - 女子：嘉寿子（1869年 - 1890年） - 男爵細川興生夫人
  - 女子：宣子（1871年 - 1891年） - 伯爵松平直亮夫人
  - 女子：志津子（1872年 - 1932年） - 男爵阿蘇惟孝夫人、のちに離婚